# Anastasia Babourova

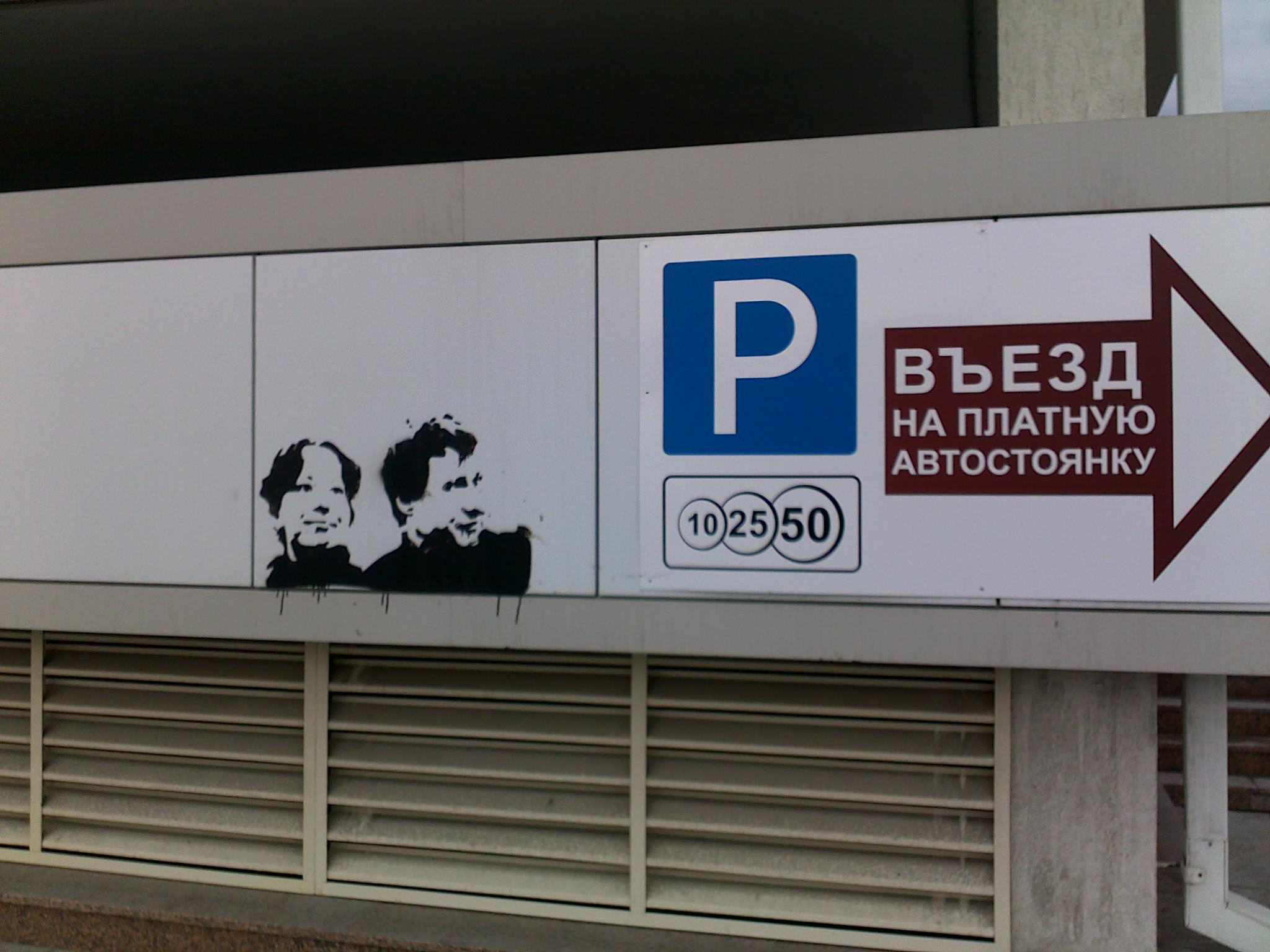
graffiti en hommage à Markelov et Baburova dans un parking de Tjumeno (Russie)

Anastasia Edouardivna Babourova (en russe : Анастасия Эдуардовна Бабурова, en ukrainien : Анастасія Едуардівна Бабурова), née le 30 novembre 1983 à Sébastopol (URSS) et morte assassinée le 19 janvier 2009 à Moscou, est une journaliste ukrainienne qui a travaillé pour le journal russe Novaïa Gazeta. Elle était, à sa mort, étudiante en journalisme à l'université d'État de Moscou.

## Biographie
Elle a mené en tant que membre d'Autonomous Action (un groupe anarchiste russe) des investigations sur les groupes néo-nazis et leur montée en puissance. Elle milite également au sein d'une association écologiste. À l'époque de son meurtre, elle étudiait le journalisme à l'université d'État de Moscou.
Le 19 janvier 2009, elle reçoit un coup de feu à la tête en même temps que l'avocat défenseur des droits de l'homme Stanislav Markelov. Amenée à l'hôpital, elle décède quelques heures plus tard, devenant ainsi la quatrième journaliste de Novaïa Gazeta à être assassinée depuis 2000.

Selon le journaliste Pavel Felgenhauer, les services de sécurité russe auraient été impliqués dans cette affaire ce que contredira la justice russe.
Il a d'abord été dit que Babourova avait été abattue alors qu'elle essayait de rattraper le meurtrier de Stanislav Markelov, mais cela ne cadre pas avec une déclaration des autorités russes selon laquelle elle aurait reçu une balle derrière la tête.
Le Quai d'Orsay a exprimé ses condoléances le 20 janvier 2009. Trois jours plus tard, le président ukrainien (pays dont est originaire Anastasia Babourova) Viktor Iouchtchenko a fait de même par le biais d'une lettre aux parents de la jeune femme. Enfin, le président de la fédération de Russie, Dmitri Medvedev, a quant à lui exprimé ses condoléances neuf jours après le meurtre.
Anastasia Babourova est finalement enterrée le 26 janvier 2009 au cimetière de sa ville natale, Sébastopol.

## Opinion publique
À l'époque des faits, une manifestation autorisée demandant que la lumière soit faite sur ce double meurtre a ressemblé quelques centaines de personnes à Moscou. Une manifestation de soutien fut également organisée à Paris, à laquelle participa la CNT-AIT.
Un sondage non scientifique réalisé auprès des auditeurs de la radio Écho de Moscou indiquait qu'une majorité de sondés estime que la police russe n'élucidera jamais le cas.

## Résolution de l'affaire et condamnation par la justice russe
Finalement, l'ultranationaliste russe, Nikita Tikhonov, 31 ans, a été condamné à la peine maximale requise par le procureur pour le double meurtre. Sa compagne, Evguenia Khassis, 26 ans, a été condamnée à 18 ans de prison ferme pour complicité.
Selon l'avocat du meurtrier condamné, Anastassia Babourova a été tuée accidentellement à la suite de l'assassinat de l'avocat Stanislav Markelov qu'elle accompagnait[réf. souhaitée]. Nikita Tikhonov a avoué avoir commis les deux crimes avec l'aide de sa complice, Evguenia Khassis, lors de son arrestation après 10 mois d'enquête du FSB[réf. souhaitée].